# Anabarilius qiluensis
Anabarilius qiluensis är en fiskart som beskrevs av Chen och Chu, 1980. Anabarilius qiluensis ingår i släktet Anabarilius och familjen karpfiskar. IUCN kategoriserar arten globalt som akut hotad. Inga underarter finns listade i Catalogue of Life.